# 柳沢正信
柳沢 正信（やなぎさわ まさのぶ）は、江戸時代後期の旗本。通称は助九郎、のち能登守、修理亮、豊後守。官位は従五位下。
柳沢主尹の長男。正信が勤仕並寄合となった翌年の文久3年（1863年）に、実子で書院番の番士を務める柳沢鉞次郎（諱は不詳）が家督を継ぐが、鉞次郎は元治元年（1864年）に病気のため小普請入りし、以後再び役職に就くことなく大政奉還を迎えた。

## 年表
※日付は旧暦
- 文政3年（1820年）12月12日 - 小納戸となる。
- 文政9年（1826年）7月19日 - 小姓となる。
- 文政10年（1827年）12月13日 - 政之助（後の家祥、将軍・徳川家定）付き小姓となる。
- 天保元年（1830年） - 同小姓頭取介となる。
- 天保9年（1838年）7月5日 - 同小姓頭取となる。
- 嘉永4年（1851年）5月4日 - 家督を相続する。
- 嘉永4年（1851年）7月9日 - 西丸小納戸頭取となる。
- 嘉永6年（1853年）9月22日 -　家祥の本丸入りに付従い本丸小納戸頭取となる。
- 安政5年（1858年）10月6日 - 徳川慶福（後の将軍・徳川家茂）付き小納戸頭取となる。
- 安政6年（1859年）3月22日 - 西丸留守居となる。
- 文久2年（1862年）7月4日 - 御役御免。時服3枚を拝領する。勤仕並寄合となる。